# Kagawa Yuki
Kagawa Yuki (香川 勇気 Kagawa Yūki, sinh ngày 2 tháng 7 năm 1992) là một cầu thủ bóng đá người Nhật Bản, thi đấu cho V-Varen Nagasaki ở vị trí hậu vệ.

## Sự nghiệp
Sau khi học tập tại Đại học Hannan, Kagawa was signed năm 2015 by Renofa Yamaguchi.

## Thống kê câu lạc bộ
Cập nhật đến ngày 23 tháng 2 năm 2016.
| Thành tích câu lạc bộ | Thành tích câu lạc bộ | Thành tích câu lạc bộ | Giải vô địch | Giải vô địch | Cúp                   | Cúp                   | Tổng cộng | Tổng cộng |
| Mùa giải              | Câu lạc bộ            | Giải vô địch          | Số trận      | Bàn thắng    | Số trận               | Bàn thắng             | Số trận   | Bàn thắng |
| Nhật Bản              | Nhật Bản              | Nhật Bản              | Giải vô địch | Giải vô địch | Cúp Hoàng đế Nhật Bản | Cúp Hoàng đế Nhật Bản | Tổng cộng | Tổng cộng |
| --------------------- | --------------------- | --------------------- | ------------ | ------------ | --------------------- | --------------------- | --------- | --------- |
| 2015                  | Renofa Yamaguchi      | J3 League             | 22           | 0            | 1                     | 0                     | 23        | 0         |
| Tổng                  | Tổng                  | Tổng                  | 22           | 0            | 1                     | 0                     | 23        | 0         |